# Indien (Film)
Indien (vermarktet als Indien – Der Film) ist eine österreichische Tragikomödie von Regisseur Paul Harather aus dem Jahr 1993. Der Film basiert auf dem gleichnamigen Theaterstück von Josef Hader und Alfred Dorfer, die zusammen mit Harather auch das Drehbuch verfassten.
Das tragikomische Roadmovie machte Hader und Dorfer in Österreich und Deutschland zu den bekanntesten Kabarettisten aus Österreich.
Indien ist der einzige österreichische Film, der in die Sammlung Cinemathek der Süddeutschen Zeitung aufgenommen wurde.

## Handlung
Der kleinbürgerliche Heinz Bösel sowie der strebsame, aber biedere Yuppie Kurt Fellner, der pausenlos redet und mit seinem Wissen beeindrucken möchte, überprüfen im Auftrag des Fremdenverkehrsamtes in der niederösterreichischen Provinz Gasthäuser auf die Einhaltung von Hygienebestimmungen und gewerberechtlichen Vorgaben.
Schon zu Beginn der Dienstreise werden die gravierenden Unterschiede der beiden Charaktere erkennbar. Bösel trinkt pausenlos Bier, redet nur das Nötigste und macht einen ruhigen, behäbigen Eindruck, gelegentlich bricht aber seine rohe Natur hervor. Ebenso sieht er über die eine oder andere Verfehlung der Wirtsleute hinweg, solange er mit Wein und Lebensmitteln bestochen wird. Fellner hingegen kehrt seine intellektuelle Seite heraus und versucht für alle Gegebenheiten mehr oder weniger richtige Erklärungen zu finden. Auch quält er Bösel dauernd mit Fragen aus dem Spiel Trivial Pursuit.
Eines Abends eskaliert ein Streit zwischen den beiden. Beim Zubettgehen erscheint Bösel, stark alkoholisiert, in Fellners Zimmer und schüttet ihm sein Herz aus über seine gescheiterte Ehe sowie über seinen Sohn, der nicht von ihm ist. Als Fellner am nächsten Tag bemerkt, dass seine Freundin ihn betrügt, beginnt auch er zu trinken.
Plötzlich finden sich die beiden höchst unterschiedlichen Charaktere auf einer Ebene und kommen einander näher. Auf den eher trübsinnigen Fahrten durch die Provinz entdecken sie die eigenen Schwächen und Besonderheiten. Langsam entwickelt sich eine innige Freundschaft zwischen den beiden Inspektoren. Gemeinsam werden die Wirtsleute gepeinigt und massenweise Belohnungen in Form von Wein und anderen Naturalien für das Augenzudrücken einkassiert. Fellner schafft es sogar, Bösel für seine indische Musik zu begeistern, und führt ihn in die Lehren der Reinkarnation ein.
Plötzlich kommt es bei einem Zwischenstopp mitten im Nirgendwo zu einem Zwischenfall: Fellner bekommt starke Schmerzen im Unterleib. Die Dienstreise wird abgebrochen.
Fellner wird ins Krankenhaus eingeliefert, doch da der Primar nach der Untersuchung in den Urlaub fährt, bleibt er über seine Diagnose im Unklaren – er interpretiert, dass es sich um nichts Ernstes handeln kann. Da Bösel mit seiner Familie nichts mehr am Hut hat und Fellner von seiner Freundin und allen anderen verlassen scheint, ist Bösel fast täglich im Krankenhaus, um Fellner Gesellschaft zu leisten. Eine Stationsschwester borgt Bösel dazu einen weißen Arztkittel, damit seine Aufenthalte über die Besuchszeit hinaus nicht auffallen. Zufällig belauscht Bösel beim Gang auf die Toilette zwei Ärzte, die bereits wissen, dass Fellner an Hodenkrebs leidet. Bösel ist bestürzt, wahrt aber gegenüber Fellner den Anschein, dass nichts wäre. Bald erfährt auch Fellner von der niederschmetternden Diagnose. Einmal noch gelingt es Bösel, Fellner aus dem Krankenhaus zu schleusen, zu einem gemeinsamen Abendessen bei ihm. Dort kommt es noch einmal zu einem Gefühlsausbruch Fellners, der sich aber schließlich mit seinem Schicksal abfindet. Bösel erfüllt Fellner noch all seine letzten Wünsche: Er will eine einfache Melodie auf einer Orgel spielen, worauf Bösel ein Keyboard besorgt. Auf den Wunsch, noch einmal im Wald die Vögel zu hören, schiebt Bösel Fellners Krankenbett (welches aus Platzgründen mittlerweile am Gang des Krankenhauses steht) in den Park des Krankenhauses. Dort stirbt Fellner in den Armen von Bösel, während gleichzeitig im Hintergrund ein Helikopter angelassen wird und schließlich zum Himmel aufsteigt.
Nachdem sich Bösel von seinem Freund verabschiedet hat, macht er sich auf den Heimweg. Im Park des Krankenhauses trifft er auf einer Parkbank einen Zeitungsverkäufer indischer Herkunft, dieser hört auf einem Kassettenrekorder die gleiche Musik wie Fellner. Bösel setzt sich zu ihm. Als der Inder dann auch noch eine Banane wie Fellner schält und sie mit ihm teilt, ist Bösel in der Annäherung kurz über den Verlust seines Freundes getröstet und tritt seinen Heimweg an.

## Produktion
Das indische Musikstück, zu dem die Protagonisten auf der Straße tanzen, ist Jo Sukh Prabh Gobind Ki Sewa von Bhai Chaman Lal Ji.

## Hintergrund
Genau wie das ursprüngliche Kabarettstück von Dorfer und Hader gliedert sich der Film in zwei Abschnitte. Der erste, komische Teil wird vom tragischen Teil abgelöst. Natürlich gibt es auch im ersten Teil tragische Szenen (die Hotelzimmer-Szene, in der Herr Bösel unter Tränen über seine gescheiterte Ehe erzählt), aber hier überwiegt die Komik. Betrachtet man den Film in seiner Gesamtheit, findet eine Grenzziehung zwischen Komik und Tragik in einer ganz besonderen Schärfe statt.
Die Grenze zwischen Komik und Tragik wird genau an der Stelle überschritten, als Herr Fellner versucht, einen Hochspannungsmast zu besteigen, aber plötzlich einen stechenden Schmerz im Unterleib verspürt. Von nun an ist lediglich noch der so genannte Galgenhumor präsent.

## Kritiken
Der Film wurde von der österreichischen Presse ambivalent bewertet. So schrieb etwa die Wiener Tageszeitung Kurier in einer Diktion, die dem Tenor des Films entspricht: „Eine bissige Gaudi über zwei sympathische Unsympathler. Und eine Riesenhetz über Krebs. An dem verreckt einer der beiden. Aber vielleicht wird er als Gemüse wiedergeboren.“ Der Standard äußerte sich zum Stoff begeistert, erkannte Dialoge, „angesichts derer Burg-Chef Peymann seine Verehrung für den Sprachkünstler Gabriel Barylli ad acta legen und stattdessen Hader/Dorfer mit einem Drama beauftragen müsste“. Gleichzeitig schränkte der Kritiker aber ein, der Film füge „dem eigentlichen Stück nur wenig an Qualität bzw. einiges an Unbeholfenheit hinzu.“ Die Presse sah den Film als „erstaunlich souverän abgewickelte Komödie, die allerdings unvermittelt in ein deutlich weniger überzeugendes Trauerspiel umschlägt.“
Erfolge bei diversen Filmfestivals und internationale Filmpreise machten auch bundesdeutsche und Schweizer Medien auf den Film aufmerksam. Die Süddeutsche Zeitung fand, Indien sei „der seltene Glücksfall, bei dem aus einem Bühnenstück mit nur zwei Schauplätzen ein wunderbarer, überraschender, unterhaltender und überzeugender Film wird“. Die Neue Zürcher Zeitung beschrieb Indien als „Witzig, derb, rührend, aber auch erschreckend ehrlich“, die Frankfurter Allgemeine Zeitung lobte die „selten so glückliche Metamorphose“ aus Theater, Kabarett und Film. Das Lexikon des internationalen Films empfahl den Film als „Kinotipp der katholischen Filmkritik“ und definierte ihn als „Komödie, die von hinreißend komischen Dialog-Attacken geprägt ist, aber auch den Umschwung zum ernst-melancholischen Melodram mit Fabulierfreude, bissigem Witz, präziser Beobachtungsgabe und vor allem einer lebensbejahenden Heiterkeit meistert.“

## Auszeichnungen
- Thomas-Pluch-Drehbuchpreis des Drehbuchforums Wien für Alfred Dorfer und Josef Hader, 1993
- Hauptpreis des Santa-Barbara-Film-Festival in Kalifornien, 1994, anlässlich der US-Premiere
- Max-Ophüls-Preis 1994
  - Preis des saarländischen Ministerpräsidenten für Regisseur Paul Harather
  - Publikumspreis
- Österreichischer Filmpreis 1994
- Der Film war Österreichs Kandidat auf eine Nominierung in der Kategorie Bester fremdsprachiger Film bei der Oscarverleihung 1994, wurde aber nicht nominiert.